# Electrostrymon
Electrostrymon is een geslacht van vlinders van de familie Lycaenidae, uit de onderfamilie Theclinae.

## Soorten
- E. angelia (Hewitson, 1874)
- E. angerona (Godman & Salvin, 1896)
- E. dominicanus (Lathy, 1904)
- E. ecbatana (Hewitson, 1868)
- E. endymion (Fabricius, 1775)
- E. hugon (Godart, 1824)
- E. joya (Dognin, 1895)
- E. mathewi (Hewitson, 1874)
- E. minikyanos Johnson & Matusik, 1988
- E. pan (Drury, 1773)